# شحنة (فيزياء)
الشِحنة (بكسر الشين(ملاحظة 1)) إحدى الكميات المتعددة في الفيزياء، مثل: الشحنة الكهربائية في الكهرومغناطيسية، أو شحنة اللون في ديناميكا لونية كمية. وترتبط الشحنات بأعداد الكم المحفوظة.

## التعريف الرسمي
بشكل تجريدي أكثر، الشحنة هي طاقم التوليد من التناظر المستمر للنظام المادي. فعندما يكون للنظام المادي نوعا من التناظر، فإن مبرهنة نويثر تفترض وجود تيار محفوظ. فإن الشيء الذي يتدفق في التيار هو "الشحنة"، والشحنة هي المولد لمجموعة متماثلة محلية. وتلك الشحنة تسمى أحيانا بشحنة نويثر.
وبالتالي، فالشحنة الكهربائية على سبيل المثال هي المولد لما يسمى تناظر ال(1)‏U الكهرومغناطيسية. والتيار المحفوظ هو التيار الكهربائي.
ففي الحالة الداخلية، فالتماثلات الديناميكية التي ترتبط مع كل شحنة هي حقل قياسي؛ فعندما تصبح كمومية فإن الحقل القياسي يصبح بوزون قياسي. ففي تلك النظرية فإن الشحنات النظرية تشع الحقل القياسي. لذا فإن الحقل القياسي للكهرومغناطيسية هي المجال الكهرومغناطيسي، والبوزون القياسي هو الفوتون.

## أمثلة
وقد تم إدخال العديد من شحنات أعداد الكم من نظريات فيزياء الجسيمات. وتشمل معها شحنات النموذج القياسي:
- شحنة اللون للكواركات. فشحنة اللون تولد تناظر لون المجموعة الوحدوية الخاصة (3)‏SU للديناميكا اللونية الكمومية.